# Dallas Long
Pour les articles homonymes, voir Long.
Dallas Crutcher Long, né le 13 juin 1940 à Pine Bluff (Arkansas) et mort le 10 novembre 2024 à Whitefish (Montana), est un athlète américain. 
Il est détenteur à quatre reprises du record du monde du lancer du poids et est médaillé olympique en 1960 et 1964. 

## Biographie
Dallas Long participe aux Jeux olympiques d'été de 1960 à Rome, en Italie, où il remporte une médaille de bronze, derrière deux américains (Bill Nieder et Parry O'Brien), en lancer de poids. Quatre ans plus tard, aux Jeux olympiques d'été de 1964 à Tokyo, il décroche l'or dans la même catégorie. 
Dallas Crutcher Long est devenu dentiste. 